# Hobsonville
Hobsonville est une localité constituant un « district rural suburbain » de la région d’Auckland, situé dans l’Île du Nord de la Nouvelle-Zélande.

## Situation
C’est le siège du terminal du ferry au niveau du promontoire de ‘Hobsonville Point’

## Gouvernance
Le secteur était administré par le conseil de la cité de Waitakere jusqu’à ce que le conseil soit amalgamé dans le Conseil d’Auckland en 2010.

## Activités
La pointe de Hobsonville, qui était autrefois le siège du terrain d’aviation de la Royal New Zealand Air Force, devenant l’« Hobsonville Airbase », est actuellement en voie d’être redéployée comme une nouvelle banlieue d’Auckland.
Le village d’Hobsonville situé près de ‘Hobsonville Point’ est aussi en voie de développement par le conseil d’Auckland, et la zone connue comme « Hobsonville Corridor » rejoint la péninsule avec Westgate, une nouvelle ville régionale en voie de création par le conseil.
La péninsule est reliée par l'autoroute du nord-ouest (en) et la route State Highway 16/S H 16 (en) vers l’ouest et la péninsule d’Hobsonville et le pont de Upper Harbour (en) vers l’est.

## Histoire
Hobsonville fut dénommée d’après le premier Gouverneur de la Nouvelle-Zélande, William Hobson.
Après avoir débarqué en ce lieu, Hobson pensa que l'endroit était satisfaisant pour y établir le siège du Gouvernement de la Nouvelle-Zélande, mais ensuite rejeta cette idée sur l’avis du Surveyor-General of New Zealand (en), Felton Mathew (en).
Après la signature du Traité de Waitangi, Okiato (renommée ensuite Russell) fut choisi comme capitale à la place de Hobsonville.
Initialement Hobsonville était principalement une zone agricole et horticole.
Durant les premières années de l’histoire d’Auckland, l’argile présente dans le sol a donné lieu au développement d’importantes briqueteries, qui fonctionnèrent dans ce secteur, tel qu’au niveau de « Limeburners Bay » et de « Clark's Brickworks ».
L’argile des briques de construction fut largement utilisée et les tuyauteries en terre furent utilisées pour mettre en place l’essentiel du réseau des eaux de la nouvelle cité d’Auckland, faisant la richesse de Clark.
Ces derniers travaux étaient localisés sur la berge au sud-ouest de « Bannings Way », et Clark lui-même vivant dans sa maison de « Clark House », actuellement occupée par l’unité médicale de la RNZAF « Aviation Medicine Unit », située sur ‘Clark Road’.
Le quartier des servants fut localisé à côté du centre commercial d’Hobsonville et avec une architecture identique à la maison dite « Clark House », mais avec un seul étage.
Le quartier des servants a ensuite été utilisé par les services de la Plunket Society et le ‘Centre de soins de jours’.
Il a été dit que ces deux bâtiments sont connectés par un tunnel souterrain pour faciliter les besoins de jour du service normal, comprenant la cuisine et le service des domestiques.
La plupart des terrains ne furent toutefois pas construit avant cette époque.
En 1920, le Royal New Zealand Air Force construisit la base aérienne de Hobsonville, couvrant une large partie de ce qui est maintenant défini comme le « Corridor d’Hobsonville ».
Le terrain d’aviation fut plus tard rejoint par les terrains de la ville de Whenuapai pour devenir base de la RNZAF d’Auckland (en).

## Redéveloppement

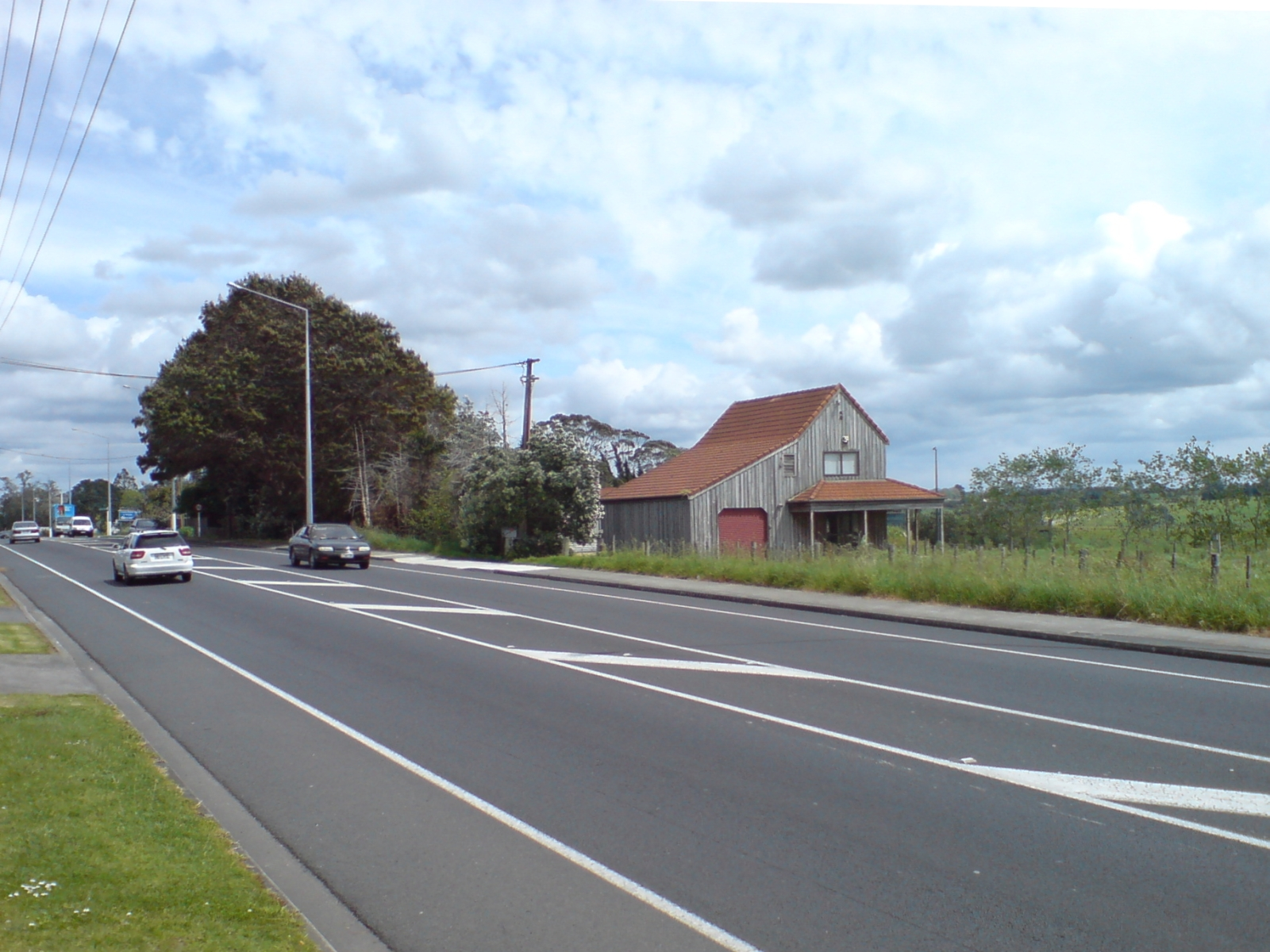
L’ancien caractère rural d’Hobsonville est en train de disparaître lentement avec de nouveaux quartiers en voie de création.

À l’approche de la fin du XXe siècle, des zones résidentielles s’étendent maintenant aux limites du secteur et les fermes rurales deviennent des blocs de maisons d’habitation.
Le RNZAF vendit le terrain d’aviation au Gouvernement de la Nouvelle-Zélande (via Housing New Zealand (en)) en 2002, bien qu’il ait gardé un droit sur la plus grande partie du terrain d’aviation proprement dit.
Depuis lors, le « Waitakere City Council », en coopération avec divers entrepreneurs, planifient le futur du secteur et procèdent aux étapes des requêtes (telles que le changement du « Plan du District ») pour redécouper le terrain.
Ce processus, qui implique de faire un partage en lots d’un total de 4 km2 de terrains disponibles pour le développement, devrait se terminer en 2007.
Sur les 1,67 km2 des terres de la Couronne, environ 3 000 maisons devraient être construites (en plus des installations tels que les parcs et les écoles).
Parmi les maisons, 85 % devaient être privées, alors qu’environ 15 % seront des logements sociaux d’État (maisons d’État (en)) en location, financées par ‘Housing New Zealand’ et dispersées à travers ‘Hobsonville’.
Toutefois, la mise à disposition d’une bonne portion des terres pour les ‘state housing’ fut critiqué comme étant une erreur économique par le leader de l’opposition John Key, dans la mesure, où cela devrait diminuer le prix du terrain et la valeur des autres maisons dans Hobsonville.
Après son élection comme Premier Ministre en 2008, John Key retira la demande pour la construction des logements sociaux de la ‘Pointe d’Hobsonville’ et au contraire introduisit un projet de 'gateway housing' (logement de passerelle) pour aider les acheteurs de maisons de première accession à la propriété.
Les travaux pour les maisons commencèrent en 2011, avec des écoles et une industrie de marine de petite taille (boat & yacht building), qui est aussi planifiée.

## Économie
Une zone de 0,2 km2 située sur la péninsule de Hobsonville est devenu une 'Marine Industry Cluster' pour la construction de bateau.
Un constructeur de super yacht occupe ainsi le promontoire et on espère qu’il va devenir le noyau d’une industrie susceptible de fournir jusqu’à 3 000 emplois.
Toutefois, un article publié plus tard dans le The New Zealand Herald faisait état de seulement 1 000 emplois espérés, bien qu’il soit noté que dans le même temps, trois autres compagnies de constructeurs de bateaux ont aussi établi leur résidence dans les anciens hangars de l’aviation et utilisé des bâtiments appartenant précédemment à la RNZAF.
L‘« Association de l’Industrie de la Marine » pousse aussi pour la constitution d’une zone de 'Marine Industry Cluster' pour sauvegarder ces industries et permettre une expansion ultérieure.

## Éducation
Hobsonville a trois écoles : deux écoles primaires et une école secondaire.
- Hobsonville School est une école d’état assurant tout le primaire de l’année 1 à 8 avec un effectif d’approximativement 542 élèves.
- Hobsonville Point Primary School est une école publique assurant tout le primaire de l’année 1 à 8 avec un effectif d’approximativement 582 élèves. Ouverte en février 2013, ce fut la première école en Nouvelle-Zélande construite sous le statut du partenariat public-privé, avec une école construite et gérée par un consortium privé.
- école secondaire de la pointe d’Hobsonville (en) est une école secondaire d’état allant de l’année 9 à 13 avec un effectif d’approximativement: 624 élèves. Ouvert en février 2014, l’école servait initialement seulement pour l’année 9, avec l’ajout d’années supplémentaires à cette cohorte de niveau 9 à partir de 2014. Comme ses pendants en primaire, l’école fut construite sous un partenariat public–privé.

## Transports
La route State Highway 18 ou ‘Upper Harbour Motorway’ (en), reliant le Greenhithe bridge (en) à la fin de la Northwestern Motorway (en), fut terminée en août 2011, prenant ainsi une partie considérable du trafic en provenance des principales routes locales.
En tant que partie de la route périphérique annulaire ouest d’Auckland (en), l’autoroute est supposée fournir un lien plus rapide à partir de l’ouest vers le nord de la région d’Auckland.
Le 4 février 2013, un service de ferry pour le bas de la ville d’Auckland fut mis en place au départ du terminal récemment construit au niveau d’‘Hobsonville Point’. Initialement, le service devait offrir une navette, le matin et le soir pour gagner le centre-ville avec seulement un trajet espéré de 30 minutes vers et à partir d’Auckland.
La banlieue est aussi desservie par trois lignes de bus : les nos 112, 114 et 120.

## Tornades
En décembre 2012, une tornade balaya tout l’ouest d’Auckland, tuant trois personnes dont deux personnes décédèrent quand des blocs de béton provenant des plaques d’inclinaison tombèrent sur des camions de transport au niveau du site de construction d’Hobsonville.
La tornade endommagea aussi 150 maisons.
Le centre de la tornade passa au-dessus d’une école, qui avait été construite à la ‘pointe d’Hobsonville’ et arracha les toits des bâtiments abritant la RNZAF.
La réponse en urgence de la RNZAF, qui comprenait la RNZAF Force Protection (en), la Police Militaire NZDF, les sapeurs pompiers de la ‘RNZAF Rescue Fire’ et le groupe de réponse de la Défense Civile de la RNZAF, fut activée.
NZ Fire Service (en) et NZ Police (en) furent aussi activés au cours de la tornade.